# Wenceslas Seweryn Rzewuski
Wenceslas Seweryn Rzewuski, in polacco Wacław Seweryn Rzewuski (Leopoli, 15 dicembre 1784 – 1831) è stato un orientalista polacco.
Figlio del vice-hetman Seweryn Rzewuski e nipote del grande hetman Wenceslas Rzewuski, è autore dell'opera Sur les Chevaux Orientaux et Provenant des Races Orientales, stampato a Parigi nel 1800: frutto d'un viaggio svolto nel 1818-1819 per acquistare cavalli purosangue arabi in Najd e Hijaz e nelle regioni siriane, allora sotto il dominio ottomano.
Nel corso di tale missione, agevolato dalla sua ottima conoscenza dell'arabo, studiato a Vienna con un maestro libanese, fu testimone e attore di varie vicende politico-istituzionali, che destarono in lui grande passione per la storia della cultura islamica, tanto da indurlo a fondare nel 1809 a Vienna (con l'aiuto di Joseph von Hammer-Purgstall), quella che è forse la più antica rivista scientifica orientalistica: Die Fundgraber des Orients (in francese Mines d'Orient).
Fu nipote di Jan Potocki e la sua figlia, Calixta Rzewuska, andò sposa a Michelangelo Caetani, un apprezzato studioso di Dante che fu padre di Onorato e nonno di Leone Caetani.

## Altre opere
- Impressions D'Orient Et D'Arabie: Un Cavalier Polonais Chez Les Bedouins, 1817-1819 (rist. a cura di Bernadette Lizet, Parigi, Corti, 2002).